# Коин (Малага)
Коин (Малага) (шп. Coín) град је у Шпанији у аутономној заједници Андалузија у покрајини Малага. Према процени из 2017. у граду је живело 21 456 становника.

## Становништво
Према процени, у граду је 2017. живело 21 456 становника.
| 1991.  | 1996.  | 2001.  | 2004.  | 2017.  |
| ------ | ------ | ------ | ------ | ------ |
| 14.855 | 17.572 | 17.388 | 19.295 | 21.456 |